# 李由
李 由（り ゆう、? - 紀元前208年）は、秦末期の三川郡守。父は秦の宰相であった李斯。弟に李執がいる。秦末の乱に、楚の項梁配下であった項羽と劉邦と戦い、戦死した。

## 経歴
李斯の長男であり、弟とともに秦王室の公主を娶っていた。秦王朝によって、三川郡（洛陽などを含む今日の河南省西よりの一帯）の郡守に任じられていた。李由が休暇で咸陽に帰り，李斯が自邸で酒宴を開くと、百官の長は全て進み出て、寿を祝い、門廷には車や馬が数千を数えるほど集っていた。
二世元年（紀元前209年）7月、陳勝・呉広の乱が起こって中国全土が騒乱状態になると、陳勝は呉広を仮王に任じ、諸将を監督して、西に赴き、三川郡の治所がある滎陽を討たせる。
同年8月、李由が守る滎陽にまで呉広が進軍してきて、滎陽は包囲される。李由は滎陽を守備し、呉広は落城させることができなかった。
二世二年（紀元前208年）11月、呉広は、配下の田臧によって殺される。田臧は秦軍を率いる章邯によって戦死し、滎陽の抑えとして残っていた李帰も章邯に敗れ、戦死して、滎陽は解放される。
3-4か月にわたる籠城戦を守り切った李由であるが、秦王朝において、三川（郡）守となり、群盗の呉広らが西へと土地を攻略してきた時に、（周文を？）通過するのを止めることができなかったとみなされてしまう。章邯が呉広らの（後を継いだ田臧・李帰の）軍を破ったところで、三川守である李由に対する糾問の使者が咸陽から相次いで発せられた。
また、李由の父である李斯も三公でありながら、盗賊に大きな勢力を伸ばさせたことを責められる。
咸陽にいた趙高は二世皇帝である胡亥に対し、「李斯の長男である李由が三川郡守となっていますが、楚の盗賊である陳勝らは丞相の故郷と近い県の出身です。それで、楚の盗賊が横行し、三川郡を通り過ぎても、城を守るだけで攻撃しませんでした。私は、彼らが文書を往来して交わしているのを聞いています。ただ、まだ、詳細が分からなかったため、お伝えしなかったわけです。さらに、丞相は宮中の外にいて、その権力は陛下（胡亥）より大きいです」と告げた。胡亥は、趙高の言葉を信じ、李斯を取り調べようとしたが、罪状がはっきりしないことを恐れ、人を遣わして三川守である李由が盗賊と通謀していないかを調べさせた。
同年8月、李由は三川郡の隣郡である碭郡にある雍丘を攻めようとして 軍を出す。雍丘の近くで、定陶から西へ進軍してきた項梁の配下である項羽と劉邦の軍と戦闘となる。劉邦の軍には曹参・周勃・樊噲・夏侯嬰・靳歙 がいた。李由は敗れ、曹参により殺された。
大櫛敦弘は、「李由が三川郡守でありながら、他の郡での反乱鎮圧に当たっていた事情については定かではない。（中略）このとき李由は中央での権力闘争もからんで反乱軍への対応についての責任を問われている立場にあり、かつ章邯ひきいる中央軍が各地の反乱勢力鎮圧に奔走し、それに対して（中略）総力をあげたバックアップがなされていたことなどからすると、それは三川郡単独の動きであるというよりは、章邯の鎮圧軍もしくは中央の強い統制の下での、全体の鎮圧作戦の一翼を担う軍事行動であったと見た方がよいのではなかろうか」としている。
一方咸陽では、趙高に反逆の意思があることを李斯は胡亥に訴えた。胡亥が李斯の発言を趙高に伝えたことから、趙高は李斯の反逆について讒言し、胡亥の命令で李斯は捕らえられた。胡亥は、趙高に李斯の罪状の糾明と判決を命じた。趙高は、李斯が李由とともに謀反を起こしたという理由で、李斯の宗族と賓客を全て捕らえた。
李斯は暴力を伴う尋問に耐えかねて、無実の謀反の罪を自供した。胡亥は、三川郡守である李由のもとに尋問の使者を送ったが、すでに項梁との戦いで戦死した後であった。
李斯は腰斬の刑に遭い、処刑された。李由の弟である李執ら、李由の一族も全て処刑された。